# M51 (ракета)

Французская БРПЛ M51

M51 — французская твердотопливная баллистическая ракета, размещаемая на подводных лодках. Разработки начались в начале 1990 годов. Предположительная дата принятия на вооружение: 2010 год.
Первоначальным проектом максимальная дальность предусматривалась в 11 тыс. км, однако затем из-за технических трудностей была сокращена до 9 тыс. км. Навигационная система ракет — астро-инерциальная, с использованием спутниковой системы «Галилео».

## Испытания
13 ноября 2008 года был осуществлён третий экспериментальный запуск. Он стал первым проведённым с подводной установки.
В мае 2013 года во время испытательного пуска с борта атомной подводной лодки с территории, относящейся к департаменту Финистер, ракета М51 взорвалась вскоре после старта.
В таблице представлен список запусков и название ПЛ, с которых сделан пуск:
| дата       | пусковая платформа       | результат |
| ---------- | ------------------------ | --------- |
| 09.11.2006 | Наземный стенд           | Успех     |
| 21.07.2007 | Наземный стенд           | Успех     |
| 13.11.2008 | Наземный стенд           | Успех     |
| 27.01.2010 | Trioumphant Le Terrible  | Успех     |
| 10.07.2010 | Trioumphant Le Terrible  | Успех     |
| 05.05.2013 | Trioumphant Le Vigilant  | Неудача   |
| 30.09.2015 | Наземный стенд           | Успех     |
| 01.07.2016 | Le Trioumphant           | Успех     |
| 12.06.2020 | Trioumphant Le Téméraire | Успех     |
| 28.04.2021 | Наземный стенд           | Успех     |
| 19.11.2023 | Наземный стенд           | Успех     |

## Сравнительные характеристики

Сравнение французских БРПЛ M45 и M51

| ТТХ                                 | Р-29РМ                                      | Синева                                      | Р-39         | Булава                                               | Трайдент I       | Трайдент II      | M51      | M51.2    | Цзюйлан-2           | Цзюйлан-3           |
| ----------------------------------- | ------------------------------------------- | ------------------------------------------- | ------------ | ---------------------------------------------------- | ---------------- | ---------------- | -------- | -------- | ------------------- | ------------------- |
| Разработчик (головное учреждение)   | ГРЦ                                         | ГРЦ                                         | ГРЦ          | МИТ                                                  | Lockheed Martin  | Lockheed Martin  | EADS     | EADS     | Хуан Вэйлу (黄纬禄) | Хуан Вэйлу (黄纬禄) |
| Год принятия на вооружение          | 1986                                        | 2007                                        | 1984         | 2012                                                 | 1979             | 1990             | 2010     | 2010     | 2009                | —                   |
| Максимальная дальность стрельбы, км | 8300                                        | 11 500                                      | 8250         | 9300                                                 | 7400             | 11 300           | 9000     | 10 000   | 8000                | 9000                |
| Забрасываемый вес, кг               | 2800                                        | 2800                                        | 2550         | 1150                                                 | 1500             | 2800             | —        | —        | 700                 | —                   |
| Мощность боевых блоков, кт          | 4×200, 10×100                               | 4×500, 10×100                               | 10×200       | 6×150                                                | 6×100            | 8×475, 12×100    | 6—10×150 | 6—10×100 | 1×1000, 1×250, 4×90 | —                   |
| КВО, м                              | 550                                         | 250                                         | 500          | 120…350                                              | 380              | 90…500           | 150…200  | 150…200  | 500                 | —                   |
| Противодействие ПРО                 | Настильная траектория, РГЧ ИН, средства РЭБ | Настильная траектория, РГЧ ИН, средства РЭБ | РГЧ ИН       | Сокращённый активный участок, настильная траектория, | РГЧ ИН           | РГЧ ИН           | РГЧ ИН   | РГЧ ИН   | РГЧ ИН              | РГЧ ИН              |
| Стартовая масса, т                  | 40,3                                        | 40,3                                        | 90,0         | 36,8                                                 | 32,3             | 59,1             | 52,0     | 56,0     | 20,0                | —                   |
| Длина, м                            | 14,8                                        | 14,8                                        | 16,0         | 11,5                                                 | 10,3             | 13,5             | 12,0     | 12,0     | 11,0                | —                   |
| Диаметр, м                          | 01,9                                        | 01,9                                        | 02,4         | 02,0                                                 | 01,8             | 02,1             | 02,3     | 02,3     | 02,0                | —                   |
| Тип старта                          | Мокрый (заполнение водой)                   | Мокрый (заполнение водой)                   | Сухой (АРСС) | Сухой (ТПК)                                          | Сухой (мембрана) | Сухой (мембрана) |          |          |                     | —                   |